# Elapomorphus
Elapomorphus – rodzaj węży z podrodziny Dipsadinae w rodzinie połozowatych (Colubridae).

## Zasięg występowania
Rodzaj obejmuje gatunki występujące endemicznie w Brazylii. 

## Systematyka

### Etymologia
- Elapomorphus: gr. ελλοψ ellops, ελλοπος ellopos (także ελοψ elops, ελοπος elopos) „rodzaj jakiegoś węża”[5]; μορφη morphē „forma, wygląd”[6].
- Elapocephalus: gr. ελλοψ ellops, ελλοπος ellopos (także ελοψ elops, ελοπος elopos) „rodzaj jakiegoś węża”[5]; -κεφαλος -kephalos „-głowy”, od κεφαλη kephalē „głowa”[7]. Gatunek typowy: Elapocephalus taeniatus Günther, 1858 (= Coluber 5-lineatus Raddi, 1820).

### Podział systematyczny
Do rodzaju należą następujące gatunki: 
- Elapomorphus quinquelineatus (Raddi, 1820)
- Elapomorphus wuchereri Günther, 1861